# Place du Panthéon
Place du Panthéon (Náměstí Pantheonu) je náměstí v Paříži. Nachází se v 5. obvodu. Jeho název je odvozen od pařížského Pantheonu, který stojí uprostřed náměstí.

## Poloha
Na náměstí směřují ulice Rue Clotilde, Rue Cujas, Rue Soufflot, Rue Clotaire, Rue d'Ulm a Rue Valette.

## Historie
Do roku 1770 se náměstí nazývalo Place Sainte-Geneviève. Během Velké francouzské revoluce získalo název Place du Panthéon-Français.

## Významné stavby
- Pařížský Pantheon
- Univerzita Paříž I
- Univerzita Panthéon-Assas
- Bibliothèque Sainte-Geneviève
- Kostel Saint-Étienne-du-Mont
- Lyceum Jindřicha IV.
- Radnice 5. obvodu
- Dům č. 17: Hôtel des Grands homme z 18. století, kde v roce 1919 bydlel André Breton.